# Iván Castellani
Iván Castellani (n. el 19 de enero de 1991 en Padua, Italia) es un jugador de argentino de voleibol, integrante de la Selección argentina. Integró el equipo que salió subcampeón mundial en el Campeonato Mundial Juvenil (Sub-21) de Río de Janeiro y Niteroi 2011.

## Carrera deportiva
Iván se inició en la liga argentina de primera división jugando para los clubes UPCN y Bolívar.
En 2011, integró el equipo que salió subcampeón mundial en el Campeonato Mundial Juvenil (Sub-21) de Río de Janeiro y Niteroi 2011 que puso a Argentina primera en el ranking mundial juvenil, el mejor resultado obtenido en este deporte en la historia del país hasta el momento.
En 2011, ya con la selección mayor, participó y obtuvo la medalla de bronce en los Juegos Panamericanos de 2011.
Fue convocado para integrar la selección argentina de voleibol en los Juegos Olímpicos de Londres 2012.

## Biografía y relaciones familiares
Iván nació en Padua, Italia, nacionalizándose argentino. Es hijo de Daniel Castellani, legendario voleibolista argentino y medallista olímpico.